# Кони Френсис
Кони Френсис или Франсис (на английски: Connie Francis), с истинско име Кончета Роза Мария Франконеро (род. на 12 декември 1938 г. в Нюарк, Ню Джърси, САЩ) е американска певица от италиански произход.
Наречена е от Allmusic „прототип на поп-певица от съвременен образец, и до днес съперничеща си с Мадона за званието най-успешна поп-изпълнителка на всички времена“.

## Кариера
Световни хитове стават песните на Кони Френсис „Who’s Sorry Now?“, „Lipstick on Your Collar“, „Where the Boys Are“, „Stupid Cupid“. Три нейни сингъла – „Everybody’s Somebody’s Fool“, „My Heart Has a Mind of Its Own“ и „Don’t Break the Heart That Loves You“ – са били на върха на Billboard Hot 100. В дискографията ѝ има повече от седемдесет албума.
През 1969 г. Кони Френсис напуска сцената и се връща към концертна дейност след 5 години – както става ясно, това е съдбоносна грешка. През 1974 г. певицата е изнасилена в хотела, където се е настанила; това води до разруха на семейния ѝ живот, влошаване на здравето, операции и временна загуба на гласа. Следващия ѝ опит, през 1981 г., да се върне, отново съвпада с трагично събитие: жестокото убийство на брат ѝ Джордж. Едва през 1989 г. Френсис отново излиза на сцената и оттогава продължава да пее успешно.

## Интересни факти
Една от най-известните песни – „Siboney“, в изпълнение на Кони Френсис, през 2007 и 2008 г. е използвана в рекламната кампания на телевизорите на компанията Philips. Режисьор на рекламния клип е китайският режисьор Уонг Карвай.

## Дискография
- 1961 / 1959 – „Songs to a Swinging Band“
- 1959 – „Among my Souvenirs“
- 1961 – „Sings Jewish Favorites“
- 1968 – 1969 – „Connie & Clyde (1968) – The Wedding Cake (1969)“
- 1977 – „20 All Time Greats“
- 1986 – „Sentimental Favorites“
- 1987 – „The Very Best Of (Vol.2)“
- 1988 – „Christmas In My Heart“
- 1990 – „24 Greatest Hits“
- 1990 – „Country & Western Hits“
- 1991 – „The Very Best Of“
- 1992 – „Party Power“
- 1993 – „Christmas with…“
- 1996 – „Kissin, Twistin, Goin Where The Boys Are (5CD)“
- 1996 – „Rockin' & Boppin Favorites“
- 1998 – „The Italian Collection (2 CD)“
- 1998 – „The Christmas Album“
- 2005 – „Gold“
- 2006 – „Connie Francis“
- 2008 – „Rock And Roll Legends“